# Seppo Harjanne
Seppo Harjanne (1948. február 28. –) finn rali-navigátor.

## Pályafutása
Első világbajnoki versenye az 1974-es finn rali volt, melyen Timo Salonen navigátoraként vett részt. Salonennel 1974 és 1988 között versenyzett a világbajnokságon. Ez időszak alatt egy világbajnoki címet, és több futamgyőzelmet szereztek.
1990-ben került Tommi Mäkinen mellé, akivel 1997-ig versenyeztek együtt. Közös pályafutásuk során 1996-ban, majd 1997-ben megnyerték a világbajnokságot, valamint tíz világbajnoki versenyen arattak győzelmet.
Húsz győzelmével, Timo Rautiainen után a második legsikeresebb finn navigátornak számít a rali-világbajnoki győzelmek tekintetében.

### Rali-világbajnoki győzelmei
| #   | Dátum                  | Rali                  | Versenyző     | Autó                    | Összefoglaló |
| --- | ---------------------- | --------------------- | ------------- | ----------------------- | ------------ |
| 1.  | 1980. szeptember 13-17 | Új-Zéland-rali        | Timo Salonen  | Datsun 160J             | Összefoglaló |
| 2.  | 1981. október 26-31    | Elefántcsontpart-rali | Timo Salonen  | Datsun Violet GT        | Összefoglaló |
| 3.  | 1985. március 6-9      | Portugál rali         | Timo Salonen  | Peugeot 205 T16         | Összefoglaló |
| 4.  | 1985. május 27-30      | Akropolisz-rali       | Timo Salonen  | Peugeot 205 T16 E2      | Összefoglaló |
| 5.  | 1985. jún 29-júl 2     | Új-Zéland-rali        | Timo Salonen  | Peugeot 205 T16 E2      | Összefoglaló |
| 6.  | 1985. júl 31-aug 3     | Argentin rali         | Timo Salonen  | Peugeot 205 T16 E2      | Összefoglaló |
| 7.  | 1985. augusztus 23-25  | Finn rali             | Timo Salonen  | Peugeot 205 T16 E2      | Összefoglaló |
| 8.  | 1986. szeptember 5-7   | Finn rali             | Timo Salonen  | Peugeot 205 16 E2       | Összefoglaló |
| 9.  | 1986. november 16-19   | Brit rali             | Timo Salonen  | Peugeot 205 16 E2       | Összefoglaló |
| 10. | 1987. február 13-14    | Svéd rali             | Timo Salonen  | Mazda 323               | Összefoglaló |
| 11. | 1994. augusztus 26-28  | Finn rali             | Tommi Mäkinen | Ford Escort RS Cosworth | Összefoglaló |
| 12. | 1996. február 9-11     | Svéd rali             | Tommi Mäkinen | Mitsubishi Lancer Evo 3 | Összefoglaló |
| 13. | 1996. április 5-7      | Szafari rali          | Tommi Mäkinen | Mitsubishi Lancer Evo 3 | Összefoglaló |
| 14. | 1996. július 4-6       | Argentin rali         | Tommi Mäkinen | Mitsubishi Lancer Evo 3 | Összefoglaló |
| 15. | 1996. augusztus 23-26  | Finn rali             | Tommi Mäkinen | Mitsubishi Lancer Evo 3 | Összefoglaló |
| 16. | 1996. szeptember 13-16 | Ausztrál rali         | Tommi Mäkinen | Mitsubishi Lancer Evo 3 | Összefoglaló |
| 17. | 1997. március 23-26    | Portugál rali         | Tommi Mäkinen | Mitsubishi Lancer Evo 4 | Összefoglaló |
| 18. | 1997. április 14-16    | Katalán rali          | Tommi Mäkinen | Mitsubishi Lancer Evo 4 | Összefoglaló |
| 19. | 1997. május 22-24      | Argentin rali         | Tommi Mäkinen | Mitsubishi Lancer Evo 4 | Összefoglaló |
| 20. | 1997. augusztus 29-31  | Finn rali             | Tommi Mäkinen | Mitsubishi Lancer Evo 4 | Összefoglaló |